# Ege-mælkehat
Ege-mælkehat (Lactarius quietus) er en svamp, der er almindelig i Danmark under egetræer. Hatten bliver op til 10 centimeter i diameter og stokken 4 til 9 cm lang. Svampen er beige til brunlig i forskellige nuancer, ofte med farverne i koncentriske zoner på oversiden af hatten. Som andre mælkehatte indeholder kødet såkaldt mælkesaft, der i dette tilfælde er hvidlig.

## Spiselighed
Ege-mælkehat beskrives ofte som spiselig, men anses ikke for at være særligt velsmagende.

## Udbredelse
Forekommer i hele Europa, mens en særlig underart findes i det østlige Nordamerika.